# NGC 7608
NGC 7608 (również PGC 71055 lub UGC 12500) – galaktyka spiralna (Sbc), znajdująca się w gwiazdozbiorze Pegaza. Odkrył ją Albert Marth 25 listopada 1864.